# Rogier van der Weyden
Rogier van der Weyden, versione fiamminga del nome originale Rogier de la Pasture (Tournai, 1399 circa – Bruxelles, 18 giugno 1464), è stato un pittore fiammingo, allievo di Robert Campin. Fu pittore ufficiale della città di Bruxelles e destinatario di commissioni dei duchi di Borgogna e dei re di Castiglia.  Ebbe rapporti con la Casa d'Este ed altri casati italiani come gli Sforza e i Medici.

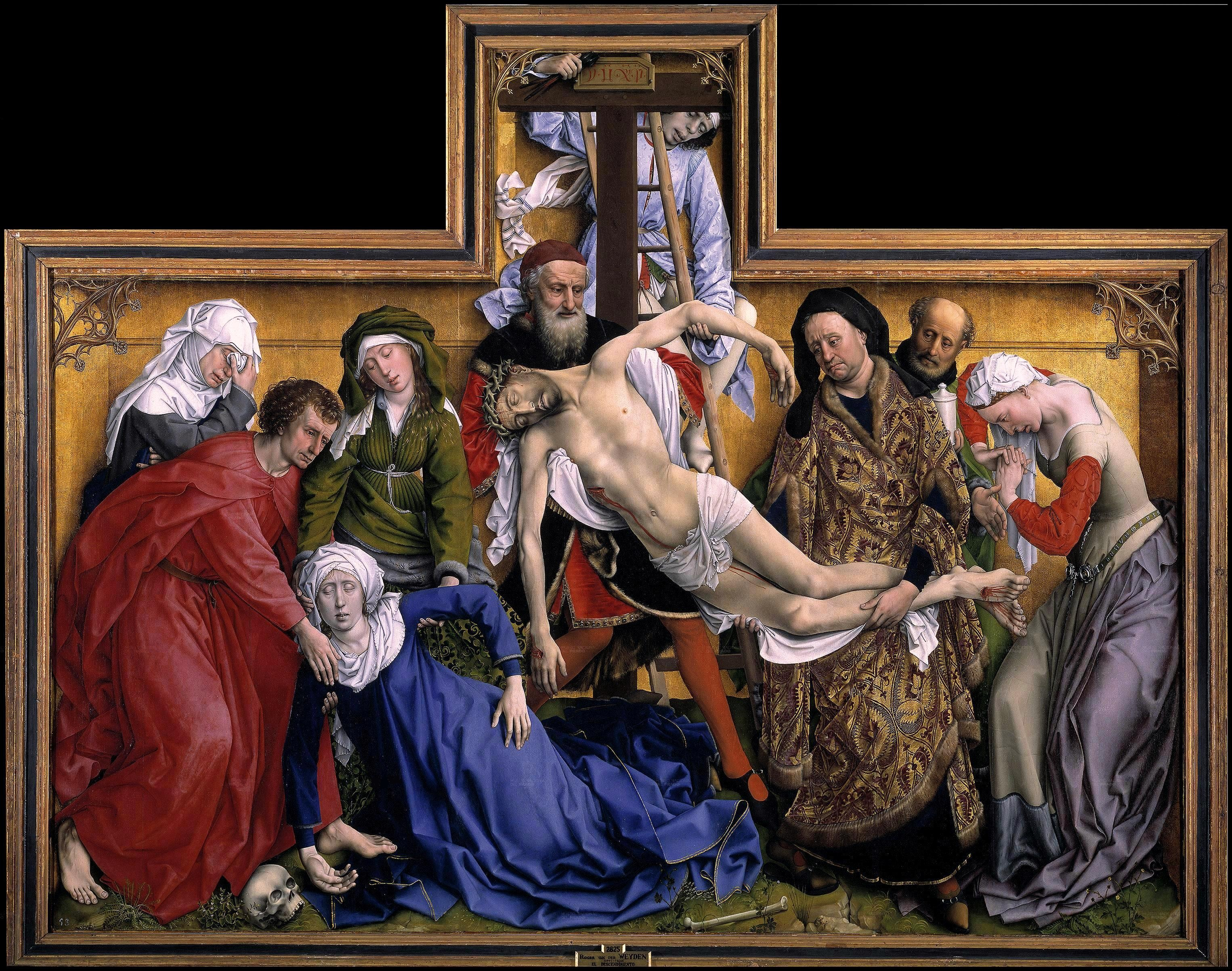
Deposizione (1435 circa), Museo del Prado, Madrid

Rogier fu uno dei primi pittori che usarono il supporto della tela a nord delle Alpi. Influenzò molti altri pittori del tempo come Dieric Bouts, Hans Memling o di generazioni successive come Joos van Cleef e Frans Floris.

## Biografia
Van der Weyden non è stato un pittore fiammingo, ma un pittore del Contado di Hainaut, della città libera di Tournai, che fu francese fino a 1521, quando è divenuta città dei Paesi Bassi spagnoli. La sua "nazionalità" è hanuyer, che è il nome degli abitanti del contado di Hainaut. Il padre Henry de la Pasture era forgiatore di coltelli. Tuttavia, a lungo il padre di Rogier è stato individuato nello scultore bruxellese Henry de la Pasture (omonimo e forse parente del vero padre). Si è quindi erroneamente ipotizzato che la primissima formazione di van der Weyden sia avvenuta nella bottega del presunto padre e questo dato ha contribuito a enfatizzare, forse eccessivamente, l'affinità della pittura del van der Weyden alla scultura, in modo simile a quella dell'italiano Mantegna.
In ogni caso poco o nulla si sa della sua giovinezza e i primi elementi documentati della sua biografia datano al terzo decennio del XV secolo, quando Rogier si approssima ai trent'anni. In particolare, il 5 marzo 1427 entrò alla bottega di Robert Campin a Tournai, dove completò la sua formazione. Solo il 1º agosto 1432, a più di trent'anni di età, fu nominato maestro di pittura indipendente.
Nel 1435 si trasferì a Bruxelles e in quella città sposò Elisabeth Goffaert, figlia del calzolaio Jan Goffaert. Da questa unione nacquero due figli: Jan, che divenne poi orafo, e Peter, che seguì le orme del padre. Ancora un van der Weyden figura nella storia della pittura, Goossen, che era nipote di Rogier.
Nel 1436 o nel 1437 Rogier venne nominato pittore ufficiale della città di Bruxelles, iniziando un periodo caratterizzato da grandi opere e da una notevole prosperità personale, segnalandosi tra i cittadini più ricchi e generosi della città.
Nel 1449, in occasione del giubileo del 1450, intraprese un viaggio verso Roma, dove acquistò grande fama e fu ritenuto secondo solo all'altro grande fiammingo del tempo Jan van Eyck. Questo viaggio, con tappe a Milano, Mantova, Ferrara, Firenze e Napoli, fu fondamentale negli studi storico artistici, per i precoci contatti tra scuola fiamminga e Rinascimento italiano, che ebbero profonde conseguenze sugli sviluppi successivi. Sicuramente Rogier vide e apprezzò gli affreschi nella basilica di San Giovanni in Laterano di Pisanello e Gentile da Fabriano, considerati all'epoca i maggiori artisti del tempo. 
Vari artisti italiani entrarono in contatto con lui, compreso il Beato Angelico, all'epoca artista molto quotato a Firenze. Tra il 1460 e 1461 Rogier van der Weyden fu maestro del pittore italiano Zanetto Bugatto. 
Morì a Bruxelles il 18 giugno 1464.

## L'enigma del nome
L'equivoco linguistico sul suo nome (de la Pasture in francese, van der Weyden in fiammingo) contribuì non poco a confondere le idee ai primi storici dell'arte impegnati a ricostruire la biografia artistica del maestro: la stessa identificazione tra Roger, o Rogelet, de la Pasture e Rogier van der Weyden è stata inizialmente negata, e inoltre a lungo è stata fatta confusione tra van der Weyden e la figura del Maestro di Flémalle. Oggi è opinione pressoché unanime che quest'ultimo vada individuato in Robert Campin e che le affinità stilistiche dell'opera giovanile di van der Weyden con quella del Campin siano spiegate con il discepolato del primo presso il secondo, o piuttosto il rapporto di collaborazione tra i due, sia pure sotto la direzione del Campin, posto che il loro sodalizio iniziò quando van der Weyden era già quasi trentenne.

## Produzione artistica

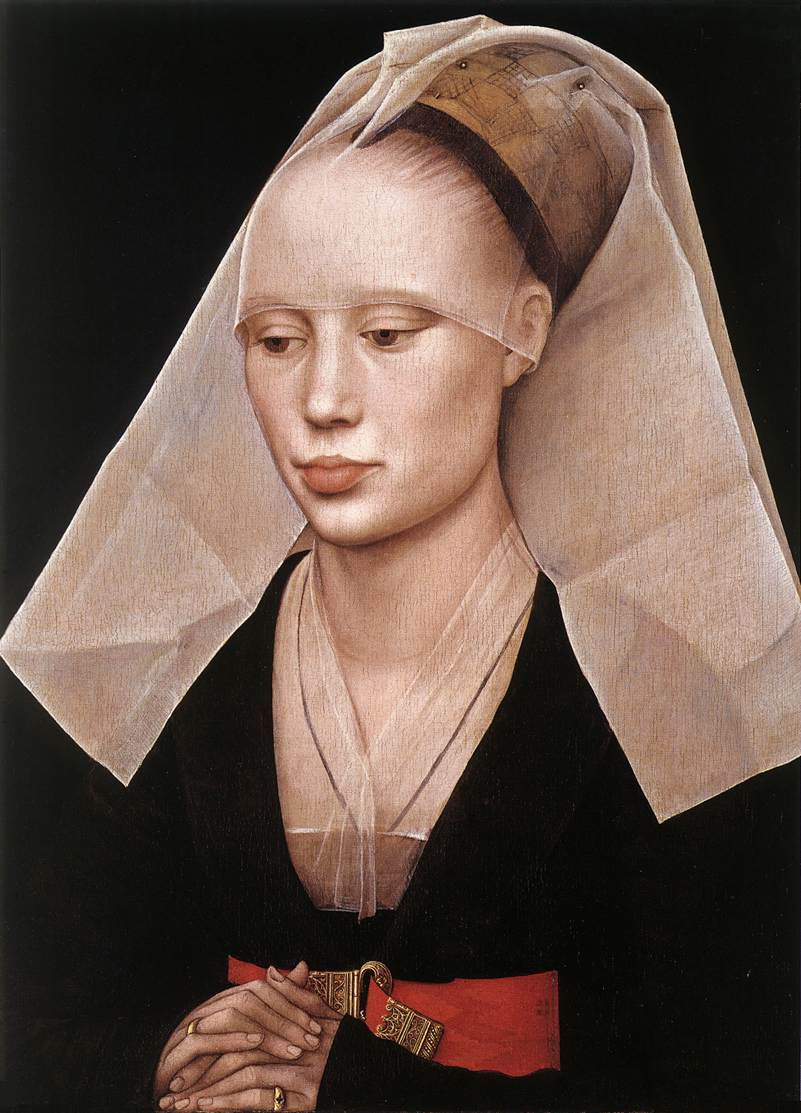
Ritratto di giovane donna, National Gallery of Art, Washington

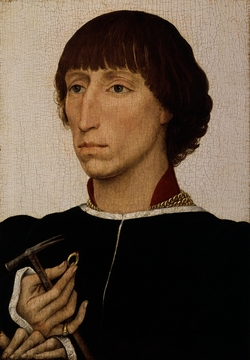
Ritratto di Francesco d'Este, Metropolitan Museum of Art, New York

Fu un pittore prolifico, ma molta documentazione riguardo alle sue opere è andata perduta; inoltre alcuni dipinti sono privi di data e di firma. Gli storici dell'arte, in base agli elementi raccolti, gli hanno attribuito con certezza la Crocifissione e la Deposizione e, in seguito, le altre opere elencate sulla base di affinità stilistiche.
Specializzato in ritratti di personaggi dell'aristocrazia, che nella loro pienezza formale catturano, in un primo tempo, l'osservatore con la loro grandiosa proporzione, ma in un secondo momento lo allontanano, a causa dell'elevatezza morale che trasmettono. Tra le opere più significative vi è il Ritratto di giovane donna, a Washington, caratterizzato da uno spirito geometrico, rappresentato dal busto piramidale, dalle direttrici degli abiti, dal copricapo a velo, non fine a sé stesso, ma intriso di rigorismo religioso.
La Deposizione dalla Croce, invece ha seguito uno sviluppo storico più articolato: innanzitutto era la parte centrale di un trittico parzialmente scomparso. L'opera fu eseguita per la gilda dei balestrieri di Lovanio e collocata nella chiesa di Notre-Dame della città belga. Già nel 1443, ne venne fatta una copia (il cui autore è ignoto) per la chiesa di San Pietro, sempre di Lovanio, copia che è arrivata integra fino ai nostri giorni: è solo la prima di una lunga serie di copie di questa tavola che ne comprovano il grande successo che essa riscosse. In effetti la deposizione è uno dei quadri più celebrati di van der Weyden. L'opera è piena e plastica nelle forme. Ferma restando una certa libertà di figure e di forme, l'opera trasmette un rigore tematico religioso, che non arresta il flusso di sentimenti, di caratteri, di tragicità, di emozioni, immerso in una struttura tecnica elevata, fine e particolareggiata.
Parte apprezzabile dell'opera di van der Weyden è giunta sino noi, anche se uno dei suoi massimi capolavori e ab antiquo certamente la sua opera più nota non ci è pervenuto. Si trattava di un imponente ciclo di dipinti a olio raffiguranti scene esemplari di applicazione della giustizia ed era collocato nelle stanze del municipio di Bruxelles in cui appunto si amministrava la giustizia. Il ciclo era costituito da quattro grandi pannelli, ognuno dei quali era suddiviso in due scene. L'intera opera copriva un'area di venti metri di lunghezza per due di altezza. La scena più nota era quella de La Giustizia di Traiano e Erchinbaldo, dedicata, per una parte, a un episodio in cui l'imperatore romano si mostra giudice saggio ed inflessibile e, per l'altra, all'omaggio che, secondo la leggenda, il papa Gregorio Magno secoli dopo dedicherà alle spoglie dell'imperatore giusto. L'opera andò distrutta nel 1695 durante il cannoneggiamento di Bruxelles fatto dai francesi, ma ce ne restano alcune descrizioni in cui, tra l'altro, è particolarmente lodato l'autoritratto del pittore presente nel ciclo. A livello figurativo la testimonianza più importante che ci rimane di questo perduto capolavoro è un arazzo, tratto dalle scene su Traiano, oggi conservato nel museo di Berna. È possibile farsi un'idea dell'opera osservando i noti pannelli di Gerard David dedicati alla Giustizia di Cambise (antico re persiano), creati con la stessa funzione civica ed ammonitrice.

## Stile
Van der Weyden fu uno dei più grandi maestri della prima pittura fiamminga, assieme a Jan van Eyck, più o meno suo contemporaneo, e Robert Campin, suo maestro. Dal primo prese l'innovativa tecnica a olio e l'attenzione verso la resa analitica dei dettagli, dal secondo apprese il senso pieno dei volumi, dello spazio e l'emotività umana dei personaggi.
Questi modelli vennero comunque reinterpretati in maniera personale, sviluppando un linguaggio con caratteristiche compositive e cromatiche proprie, e segnando un predominio delle figure sugli ambienti. Tipico è il senso di composto ma partecipe sentimento, con personaggi dalle molteplici sfumature psicologiche, pur sempre atteggiati entro i limiti di un dignitoso contegno. Le tinte sono di solito fredde, accostate in maniera solida e molto raffinata, come i gialli e i violetti, oppure le varie sfumature di bianchi e grigi.
Nei ritratti trasferì sul piano monumentale e ricco di pathos la sottigliezza luministica e l'attenzione visiva di van Eyck, pervenendo a nuovi e penetranti traguardi. Ma se van Eyck fu uno scopritore, nel senso che trasferì la realtà sulla tela, van der Weyden fu essenzialmente un "inventore": delle forme, delle pose, delle iconografie.

## Elenco delle opere principali

### Periodo di Tournai
- Madonna col Bambino in una nicchia, 1425-1430 circa, Madrid, Museo Thyssen-Bornemisza
- Crocifissione, 1425-1430 circa, Berlino, Gemäldegalerie (Berlino)
- Dittico con la Madonna col Bambino e santa Caterina, 1426-1430 circa, Vienna, Kunsthistorisches Museum
- Altare Miraflores, 1442-1445 circa, Berlino, Gemäldegalerie (Berlino)
- Visitazione, 1426-1430 circa, Lipsia, Museo di belle arti
- Trittico dell'Annunciazione, 1428-1430 circa
  - Annunciazione (pannello centrale), Parigi, Museo del Louvre
  - Visitazione e Committente inginocchiato (pannelli laterali), Torino, Galleria Sabauda
- Ritratto di Guillaume Fillastre (attr.), 1430 circa, Londra, Courtauld Gallery
- Deposizione, 1432-1435 circa, Madrid, Museo del Prado
- Ritratto di giovane donna, 1432-1435 circa, Berlino, Gemäldegalerie (Berlino)
- San Giorgio e il drago, 1432-1435 circa, Washington, National Gallery of Art
- Madonna Durán, 1435-1438 circa, Madrid, Museo del Prado

### Primo periodo di Bruxelles
- Framnmenti di una Sacra conversazione, 1435-1437 circa
  - Maddalena leggente, Londra, National Gallery
  - San Giuseppe, Lisbona, Museo Calouste Gulbenkian
  - Santa Caterina, Lisbona, Museo Calouste Gulbenkian
- San Luca dipinge il ritratto della Vergine, 1435-1438 circa, Boston, Museum of Fine Arts
- Pietà, 1441 circa, Bruxelles, Museo Reale delle Belle Arti del Belgio
- Trittico della Crocifissione, 1445 circa, Vienna, Kunsthistorisches Museum
- Dittico di Laurent Froimont, 1440-1445 circa
  - Madonna col Bambino, Caen, Musée des Beaux-Arts
  - Ritratto di Laurent Froimont, Bruxelles, Museo Reale di Belle Arti
- Miniatura della presentazione delle Chroniques di hainault (ms. 9242, fol. 1), 1446 circa, Bruxelles, Biblioteca reale del Belgio
- Dittico di Jean Gros, 1446 circa
  - Madonna col Bambino, Tournai, Musée des Beaux-Arts
  - Ritratto di Jean Gros, Chicago, Art Institute
- Trittico dei Sette sacramenti, 1440-1445 circa, Anversa, Koninklijk Museum voor Schone Kunsten
- Polittico del Giudizio universale, 1445-1448 circa, Beaune, Hôtel-Dieu
- Sogno di papa Sergio (con bottega), 1440-1445 circa, Los Angeles, Getty Center
- Esumazione di sant'Uberto, 1440-1445 circa, Londra, National Gallery

### Viaggio in Italia
- Compianto e sepoltura di Cristo, 1450 circa, Firenze, Galleria degli Uffizi
- Madonna Medici, 1450 circa, Francoforte sul Meno, Städel

### Secondo periodo di Bruxelles
- Trittico di san Giovanni Battista, 1450-1455 circa, Berlino, Gemäldegalerie
- Trittico Bladelin, 1450-1455 circa, Berlino, Gemäldegalerie
- Ritratto di gentiluomo, 1450-1455 circa, Madrid, Museo Thyssen-Bornemisza
- Trittico di Jean Braque, 1452 circa, Parigi, Museo del Louvre
- Ritratto di giovane donna (Marie de Valengin?), 1455-1460 circa, Washington, National Gallery of Art
- Ritratto di Giovanni da Coimbra, 1456 circa, Bruxelles, Museo Reale di Belle Arti
- Dittico di Cristo in croce, 1455-1459 circa, Filadelfia, Museum of Art
- Trittico di santa Colomba, 1455 circa, Monaco di Baviera, Alte Pinakothek
- Dittico di Philippe de Croy, 1457-1461 circa
  - Madonna col Bambino (scomparto sinistro), San Marino (California), Huntington Library
  - Ritratto di Philippe de Croy (scomparto destro), Anversa, Koninklijk Museum voor Schone Kunsten
- Ritratto di Francesco d'Este, 1460 circa, New York, Metropolitan Museum of Art
- Crocifissione di Scheut, 1460 circa, El Escorial, Monastero di San Lorenzo
- Compianto sul Cristo morto (forse con Pierre van der Weyden), 1460 circa, L'Aia, Mauritshuis
- Annunciazione (forse con Pierre van der Weyden), 1460-1465 circa, New York, Metropolitan Museum

### Dipinti di scuola e bottega
- San Giovanni Evangelista (scuola), 1432-1435 circa, Berlino, Gemäldegalerie (Berlino)
- Ritratto di Filippo il Buono (copia di scuola), 1446 circa, Digione, Musée des Beaux-Arts
- Madonna col Bambino (scuola), 1440-1450 circa, Chicago, Art Institute
- Madonna col Bambino (scuola), 1440-1450 circa, Germania, collezione privata
- Sante Margerita e Apollonia (scuola), scomparto destro di un trittico disperso, 1450 circa, Berlino, Gemäldegalerie (Berlino)
- Ritratto di Isabella del Portogallo (copia da), 1450 circa, Los Angeles, Getty Center
- Sant'Ivo (scuola), 1450-1460 circa, Londra, National Gallery
- Ritratto di Jan I, duca di Clèves (copia da), 1452 circa, Parigi, Louvre
- Trittico Villa (Pierre van der Weyden?), 1455 circa, Riggisberg, Abegg-Stiftung
- Ritratto di Filippo il Buono a capo scoperto (copia da), 1455 circa, Anversa, Koninklijk Museum voor Schone Kunsten
- Ritratto di Carlo il Temerario (copia da), 1455 circa, Berlino, Gemäldegalerie (Berlino)
- Madonna col Bambino (bottega), 1454 circa, Houston, Museum of Fine Arts
- Ritratto di donna (scuola), 1455 circa, Londra, National Gallery
- Trittico Sforza (Pierre van der Weyden?), 1458-1460 circa, Bruxelles, Museo Reale di Belle Arti
- Frammento con Gruppo di cortigiani (scuola), 1460-1465 circa, Bruxelles, Museo Reale di Belle Arti
- Pietà (Pierre van der Weyden?), 1465 circa, Londra, National Gallery
- Pietà (scuola), 1480-1490 circa, Bruxelles, Museo Reale di Belle Arti
- Trittico della Madonna e Bambino raffigurati con Santa Barbara, Santa Caterina e angeli musici (già attribuito a Rogier),[3] 1490 c. Polizzi Generosa, Duomo di Santa Maria Assunta
- Pietà (scuola di Pierre van der Weyden), 1500 circa, Berlino, Gemäldegalerie (Berlino)
- Pietà (scuola di Pierre van der Weyden), 1500 circa, Madrid, Museo del Prado

## Curiosità
- L'asteroide 9576 van der Weyden porta il suo nome.